# N3 (Luxemburg)
De N3 (Luxemburgs: Nationalstrooss 3) is een Luxemburgse verbindingsweg die de stad Luxemburg verbindt met de Franse grens nabij Frisange waar de route over gaat in de D653. De route heeft een lengte van ongeveer 13 kilometer.
In de stad Luxemburg is de weg voor een klein gedeelte ingericht als eenrichtingsverkeersweg en passeert onderweg het grootste treinstation van het land: Station Luxemburg.
N1 ·
N2 ·
N3 ·
N4 ·
N5 ·
N6 ·
N7 ·
N8 ·
N10 ·
N11 ·
N12 ·
N13 ·
N14 ·
N15 ·
N16 ·
N17 ·
N18 ·
N19 ·
N20 ·
N21 ·
N22 ·
N23 ·
N24 ·
N25 ·
N26 ·
N27 ·
N28 ·
N31 ·
N32 ·
N33 ·
N34 ·
N35 ·
N37 ·
N38
N50 ·
N51 ·
N52 ·
N53 ·
N55 ·
N56 ·
N57